# Victor Lindgren
Victor Claes Rickard Lindgren (Sjöbo, 16 de mayo de 2003) es un deportista sueco que compite en tiro, en la modalidad de rifle.
Participó en los Juegos Olímpicos de París 2024, obteniendo una medalla de plata en la prueba de rifle 10 m. Ganó una medalla de oro en el Campeonato Mundial de Tiro de 2023 y una medalla de bronce en el Campeonato Europeo de Tiro en 10 m de 2025.

## Palmarés internacional
| Juegos Olímpicos   | Juegos Olímpicos  | Juegos Olímpicos  | Juegos Olímpicos |
| Año                | Lugar             | Medalla           | Prueba           |
| ------------------ | ----------------- | ----------------- | ---------------- |
| 2024               | París (Francia)   | Medalla de plata  | Rifle 10 m       |
| Campeonato Mundial |                   |                   |                  |
| Año                | Lugar             | Medalla           | Prueba           |
| 2023               | Bakú (Azerbaiyán) | Medalla de oro    | Rifle 10 m       |
| Campeonato Europeo |                   |                   |                  |
| Año                | Lugar             | Medalla           | Prueba           |
| 2025               | Osijek (Croacia)  | Medalla de bronce | Rifle 10 m solo  |